# 前1450年代
| 千纪： | 前2千纪 |
| 世纪： | 前16世纪 \| 前15世纪 \| 前14世纪                                                                                     |
| 年代： | 前1480年代 \| 前1470年代 \| 前1460年代 \| 前1450年代 \| 前1440年代 \| 前1430年代 \| 前1420年代                       |
| 年份： | 前1459年 \| 前1458年 \| 前1457年 \| 前1456年 \| 前1455年 \| 前1454年 \| 前1453年 \| 前1452年 \| 前1451年 \| 前1450年 |

## 重要事件及趋势
- 米吉多战役（前15世纪）发生在法老图特摩斯三世统帅下的埃及军队与卡叠什国王领导下的迦南同盟之间。古埃及文献记载该战役发生在图特摩斯即位后第23年的第三季第一月的21号，一般认为那就是前1457年4月16日。
- 前1451年，根据詹姆斯·烏雪的年表，以色列人进入应许之地。
- 约前1450年，迈锡尼文明攻击克里特岛和摧毁克诺索斯。
- 约前1450年，米诺斯文明第二期结束，后期克里特文明的开始

## 重要人物
- 图特摩斯三世，古埃及第十八王朝法老
- 胡齐亚二世，赫梯国王
- 努尔-伊利、亚述沙杜尼、亚述拉比一世，亚述国王
- 厄里克托尼俄斯，雅典国王
- 雍己、仲丁，商朝君主